# شهرستان ژانگپو
شهرستان ژانگپو (به لاتین: Zhangpu County) یک شهرستان‌های جمهوری خلق چین در چین است که در جانگجاو واقع شده‌است.